# Armand de Montmorin
 (octobre 2023).
Armand de Montmorin, né en Auvergne en 1643 et  mort le  6 octobre 1713 à Vienne, est un prélat français du XVIIe siècle et du début du XVIIIe siècle. Il est fils cadet de Gilbert de Montmorin, seigneur de Montaret, gouverneur de Verdun-sur-Saône, et d‘Anne d’Oisilier.

## Biographie
Armand voulait entrer chez les Feuillants, mais s'occupera finalement des missions du Languedoc, où Louis XIV espérait éradiquer le protestantisme.
Le roi le nomme à l'évêché de Die en 1687, qui est alors séparé de celui de Valence auquel il avait été réuni par Grégoire X en 1275. Armand de Montmorin est donc le premier nouveau comte-évêque titulaire de Die seule, où il entre le 24 juillet. À la suite des différends entre le roi et le pape Innocent XI, son successeur Innocent XII ne confirmera cette nomination qu'en 1692, permettant à Montmorin de faire enfin à la fin de la même année son entrée solennelle dans sa ville épiscopale.
Sous son court épiscopat Diois, il crée un séminaire au couvent des Antonins à Sainte-Croix (1687), commence le réaménagement de son palais épiscopal et, en décidant de présider aux réunions du Conseil de ville puis de faire tenir ces réunions en sa demeure, en restreint notablement les libertés.
Il est transféré au siège de Vienne par décision royale du 10 avril 1694, confirmée par le pape en fin d'année. En 1709, il est nommé abbé commendataire de l'abbaye de Saint-André-le-Bas de Vienne.
Son mausolée, sculpté par Michel-Ange Slodtz, se trouve à la cathédrale Saint-Maurice de Vienne.